# Черкасова, Надия Наримановна
Черкасова Надия Наримановна (род. 11 декабря 1971 года, Владимир, СССР) — российский банкир и общественный деятель, председатель правления банка «Траст» (2009—2013), член правления ВТБ 24 (2013—2017), заместитель председателя правления банка «ФК „Открытие“» (2018—2022). В 2010 году портал «Банки.ру» признал ее «Персоной года», входит в топ-50 самых влиятельных деловых женщин России.

## Биография
Окончила экономический факультет Нижегородского государственного университета, затем Международную московскую финансово-банковскую школу.
В 1994—1998 годах — кредитный эксперт, руководитель кредитного отдела нижегородского филиала «Инкомбанка».
В 1998—2003 годах — руководитель подразделения «КМБ-Банка» в Нижнем Новгороде.
В 2003—2005 годах — член правления, директор департамента по развитию бизнеса «КМБ-банка» в Москве.
В 2005—2009 годах — управляющий директор по развитию малого и среднего бизнеса, руководитель корпоративного блока банка «Траст».
В 2009—2013 годах председатель правления банка «Траст». По данным ЦБ РФ, входил в тридцать крупнейших банков России; по данным РБК, входил в ТОП-3 банков-лидеров по количеству выданных предпринимателям кредитов.
В 2013—2017 годах — старший вице-президент, директор департамента обслуживания клиентов малого бизнеса, член правления «ВТБ 24».
С 2018 года по 31 декабря 2022 года — член правления, заместитель председателя правления «ФК „Открытие“».

### Общественная деятельность
В 2007 году британский журнал «World Business» отметил Надию Черкасову в числе 35 самых успешных женщин планеты в возрасте до 35 лет, реализовавших бизнес-проекты.
С 2015 года — председатель Комитета по развитию женского предпринимательства Общероссийской общественной организации малого и среднего предпринимательства «Опора России».
В 2016 году отмечена благодарностью Председателя Совета Федерации Федерального собрания Российской Федерации Валентины Матвиенко за вклад в развитие предпринимательской деятельности и активное участие в формировании социально-экономических программ, направленных на реализацию решений «Евразийского женского форума».
В 2018 году стала первым представителем России в международном фонде Всемирного банка We-Fi (The Women Entrepreneurs Finance Initiative). Входит в Совет по продвижению проектов и программ женщин при Совете Федерации Федерального собрания Российской Федерации.

## Международные санкции
20 апреля 2022 года, на фоне вторжения России на Украину, Минфин США внёс Черкасову в санкционный список лиц способствующих уклонению России от санкций, включив её в санкционный SDN список предполагающий запрет на въезд и блокировку активов в США. 19 октября 2022 года попала под санкции Украины так как Черкасова ведет «деятельность в секторах экономики, обеспечивающих существенный источник дохода для правительства России, инициировавшего военные действия и геноцид гражданского населения в Украине». 26 сентября 2022 года включена в санкционный список Великобритании.